# Magnus Nyrén
Magnus Nyrén, född 21 februari 1837 i Brunskogs församling, Värmlands län, död 16 januari 1921 i Stockholm, var en svensk astronom, verksam i Ryssland. Han var far till Sigurd Nyrén.

## Biografi
Nyrén blev student vid Uppsala universitet 1859, filosofie kandidat 1867 och filosofie doktor 1869. Samma år utnämndes han till docent i astronomi vid Uppsala universitet. Redan 1868 hade han emellertid antagits som extra ordinarie astronom vid Pulkovo-observatoriet vid Sankt Petersburg, dit större delen av hans vetenskapliga verksamhet blev förlagd. Han blev där 1871 adjunktastronom och 1873 äldre astronom samt var 1890–1908 vice direktör. Efter att ha lämnat sin befattning i Pulkovo återvände han till Sverige. Då till följd av ryska revolutionen den honom av ryska regeringen tillförsäkrade pensionen ej utbetalades, anslog riksdagen 1919 på motion av Hjalmar Branting åt honom ett motsvarande belopp att utgå från 1918 års början.
Vid sidan av sin praktisk-astronomiska verksamhet, varvid han skötte flera av observatoriets precisionsinstrument och utförde observationsarbeten, som blev av fundamental betydelse för den samtida praktiska och teoretiska astronomin, utövade han framstående författarverksamhet. Redan hans doktorsavhandling, Försök till bestämning af precessionskonstanten medelst ljussvaga stjärnor (i "Uppsala universitets årsskrift" 1869; belönad med första priset vid 1869 års promotion), behandlade ett område, bestämningen av astronomins fundamentalkonstanter, åt vilket han senare ägnade ett flertal viktiga arbeten, tillhörande samtidens främsta i sitt slag. Bland dem kan nämnas Détermination du coëfficient constant de la précession, Bestimmung der Nutation der Erdachse (båda 1870), Das aequinoctium für 1865 (1876), L'aberration des étoiles fixes (1883) och Sur les déterminations de la constante de l'aberration, exécutées à Poulkova (1896).
Nyrén var vidare den förste, som med hög grad av sannolikhet visade, att rotationsaxelns läge inom jordkroppen är föränderligt. Detta fenomen påvisades nämligen av honom redan i hans arbete Die Polhöhe von Pulkowa (1873), och dess existens bekräftade han sedermera, delvis även före andra forskare, genom flera andra omfattande arbeten över variationerna i polhöjden. Bland hans många övriga arbeten, som till största delen, liksom de redan anförda, tillhör den praktiska astronomins område, kan framhållas Bestimmung der Längendifferenz zwischen den Sternwarten Stockholm und Helsingfors (tillsammans med V. Fuss, 1871), Untersuchung der Repsoldschen Theilung des Pulkowaer Vertikalkreises (1885), Ergebnisse der 1899-1903 in Odessa beobachteten Durchgänge der Fundamentalsterne (1906) samt Über die von Emanuel Swedenborg aufgestellte Cosmogonie (i "Vierteljahrsschrift der Astronomischen Gesellschaft", 1879). De flesta av ovan anförda arbeten är intagna i ryska Vetenskapsakademiens eller Pulkovo-observatoriets publikationer. Han publicerade även en rad artiklar i facktidskrifterna. Han redigerade dessutom 13 volymer av Pulkovo-observatoriets annaler.
På grund av sina betydande arbeten intog Nyrén en synnerligen framskjuten ställning bland samtidens astronomer. Han var under ett flertal år ledamot av styrelsen för det internationella astronomiska sällskapet. Han blev ledamot av Vetenskapssocieteten i Uppsala 1885, av Vetenskapsakademien i Stockholm 1890 och av Fysiografiska sällskapet i Lund 1905 samt var hedersledamot eller korresponderande ledamot av flera utländska akademier och lärda samfund. År 1899 tilldelade franska Vetenskapsakademien honom Valzpriset.